# Viaje al Centro de la Tierra
Viaje al Centro de la Tierra é o quarto álbum de estudo de Diego Gutiérrez. As canções que o compõem são textos musicalizados por Diego Gutiérrez de poetas e escritores do centro de Cuba. Este trabalho caracteriza-se pela variedade genérica que distingue a produção deste cantor e se destacam seus sonoridades de pop-rock, pop latino, folk, e musica cubana.

## Produção
Para a gravação desta álbum, Diego Gutiérrez recorreu ao guitarrista Emilio Martiní pela segunda vez para os arranjos e a produção musical compartilhada. Foi gravado nos estudos PM Records em Havana, e contou com importantes instrumentistas cubanos e estrangeiros.
As canções que o compõem são poemas de reconhecidos escritores cubanos, convertidos em canções ao longo dos anos, em amizade compartilhada nos anos em que Gutiérrez viveu em Santa Clara, uma província do centro de Cuba. Daí o título do álbum, que é também uma homenagem à obra de Jules Verne.
Este álbum foi apresentado oficialmente em Cuba em concerto em Casa das Américas em janeiro de 2022.

## Lista de faixas
Todas as músicas compostas por Diego Gutiérrez.
| N.º | Título                                            | Compositor(es)    | Duração |  |
| 1.  | "...tres...cuatro"                                | Diego Gutiérrez   |         |  |
| 2.  | "Son de la nada"                                  | Samuel Feijóo     | 4:27    |  |
| 3.  | "Memorias"                                        | Alexis Castañeda  | 3:09    |  |
| 4.  | "Casi alondra"                                    | Yamil Diaz        | 3:35    |  |
| 5.  | "Sin final feliz"                                 | Alpidio Alonso    | 3:57    |  |
| 6.  | "A many splendored thing"                         | Sigfredo Ariel    | 3:39    |  |
| 7.  | "Carta de Penélope a Odiseo"                      | Edelmis Anoceto   | 4:06    |  |
| 8.  | "Definición del cariño"                           | Arístides Vega    | 3:41    |  |
| 9.  | "Circo"                                           | Carlos Galindo    | 4:12    |  |
| 10. | "Pasa flotando en las aguas la casa de la muerte" | Frank Abel Dopico | 5:02    |  |
| 11. | "El maniquí"                                      | Pedro Llanes      | 3:57    |  |
| 12. | "Cincuenta por ciento"                            | Ricardo Riveron   | 6:39    |  |

## Pessoal
Música e voz em todos os temas: Diego Gutiérrez
Produção musical: Emilio Martiní e Diego Gutiérrez
Arranjos: Emilio Martiní
Guitarra e guitarra acústica: Emilio Martiní
Programação, Piano Rhodes, teclados e melódica: Emilio Martiní
Guitarra acústica tracks 6, 10, 11: Diego Gutiérrez
Baixo eléctrico e Contrabajo: Lázaro ´´O Fino´´ Rivero
Bateria, set de percussão, congas, darbuka, bongó, maracas, güiro, misceláneas: Yosvany ´´O Pipi´´ Betancourt
Saxo tenor e saxo alto tracks 1 e 7: Mariet Melgarejo
Vozes e coros: Merlin Lorenzo
Coros: Emilio Martiní e Diego Gutiérrez
Sample de Andy Williams “Love is a many splendored thing” em track 5
Convidados especiais:
Ernán López-Nussa: Piano acústico em “Circo”
Yaroldy Abreu: shaker, botija, calabaza, bombo leguero, chaves e misceláneas
Sergio Bienzobas ( Espanha): Saxofon barítono, alto e soprano em “A many splendored thing” e “Definição do cariño”. Acordeón em “Quase alondra”
Pablo Cruz Prazer: Saxofón soprano em “Carta de Penélope a Odiseo”
Rosa García: Piano acústico em “Cinquenta por cento”
Mayquel Gonzälez: Trombeta em “São do nada” e “Memórias”
Yissy García: Bateria em “Carta de Penélope a Odiseo” e “Definição do cariño”
Ruly Herrera: Bateria em “Memórias” e “A many splendored thing”
Produção executiva: Ingrid Elisabeth Gilart
Gravação: Ing. Merlin Lorenzo
Mixing: Merlin Lorenzo e Emilio Martiní
Mastering: Ing. Orestes Águila
Desenho: Juan Carlos Viera